# Grégory Dufer
Grégory Dufer (Charleroi, 19 dicembre 1981) è un ex calciatore belga, di ruolo centrocampista.

## Palmarès

### Club

#### Competizioni nazionali
- Campionato belga: 1

Standard Liegi: 2007-2008
- Supercoppa del Belgio: 1

Bruges: 2005